# 김다인 (1983년생 배우)
김다인(본명: 김경희, 1983년 2월 19일 ~ 2019년 7월 20일)은 대한민국의 모델 겸 배우이다. 2019년 7월 20일 향년 36세에 사망하였고, 사망 원인은 알려지지 않았다.

## 학력
- 동덕여자대학교 스포츠모델학 학사

## 경력
- 2007년 사랑의열매 기부폰캠페인 홍보대사

## 연기 활동

### 영화
- 《결혼식 후에》 (2009년) - 유재연 역

### 드라마
- 《2009 전설의 고향 - 조용한 마을》 (2009년, KBS2) - 소양 역
- 《식객》 (2008년, SBS) - 장미란 역
- 《흔들리지마》 (2008년, MBC) - 박민정 / 최혜경 역[2]
- 《에일리언 샘》 (2006년, 투니버스) - 나보아 역

## 연기 외 활동

### 광고
- 2008년 오뚜기 진라면
- 2008년 일룸
- 2007년 동아제약 박카스
- 위니아 딤채
- 인디안 모드

## 수상
- 2003년 슈퍼모델 선발대회 줄리엣상